# T1強調画像
T1強調画像（T1きょうちょうがぞう、英: T1 weighted image, T1WI）は核磁気共鳴画像法 (MRI) で用いられるスピンエコー法（SE法）で得られる画像の一種である。
スピンエコー法ではTR（repetition time、ラジオ波パルスを与える間隔）、TE（echo time、ラジオ波パルスを検出するまでの時間）が信号強度と関係しており、TRが組織のT1値よりも短ければ、各組織のT1の違いが画像に反映される。さらにTEがT2値よりも非常に短ければ、各組織のT2の影響が少ない画像が得られる。このようにTR、TEともに短い条件では、各組織のT1の差が強くでる画像が得られ、これをT1強調画像とよぶ。 